# گچ‌گیری ارتوپدی

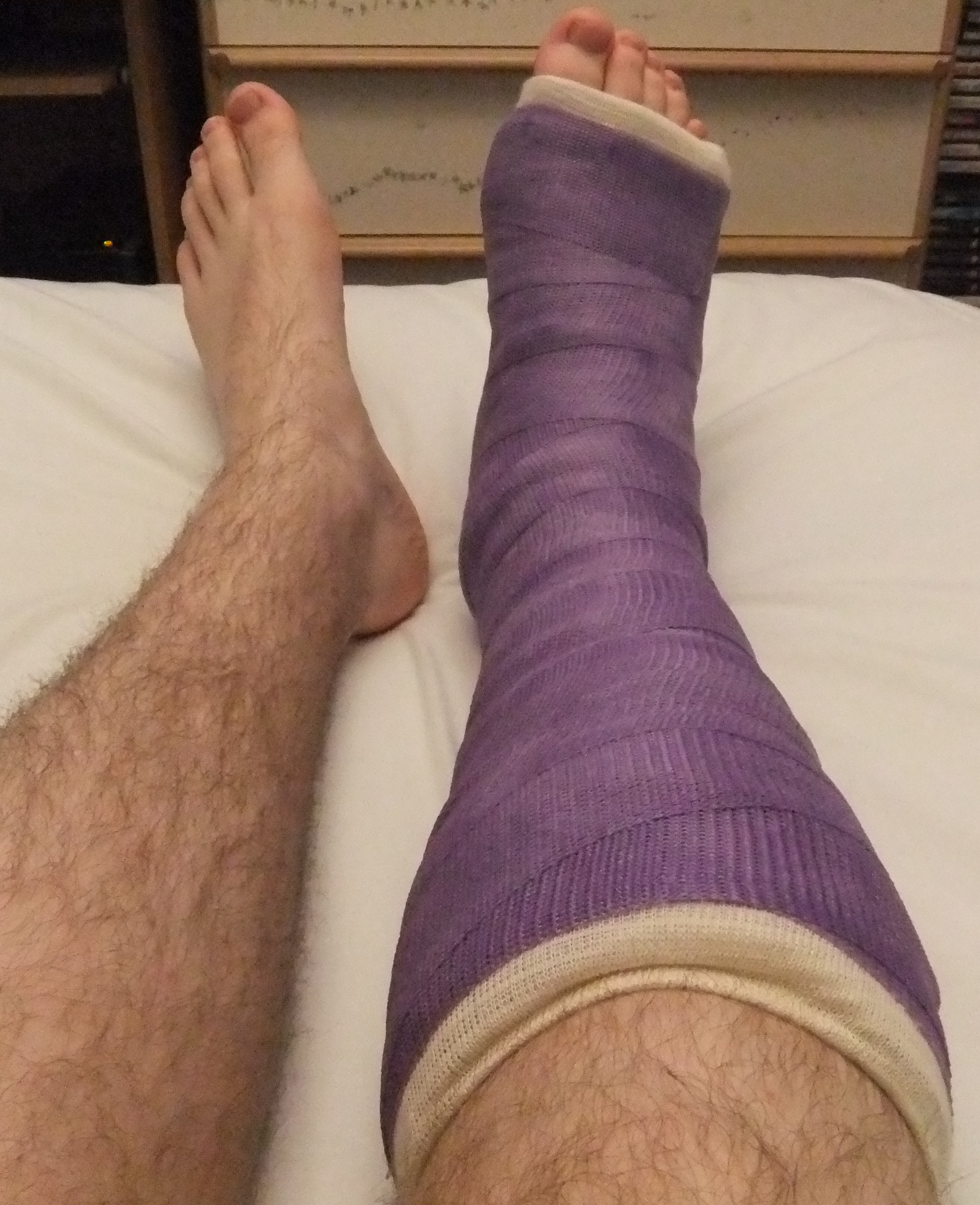
گچ پا کوتاه با لایه سطحی فایبرگلاس که برای درمان شکستگی پا استفاده می‌شود.

گچ‌گیری ارتوپدی یا قالب‌گیری ارتوپدی، پوسته ای است که غالباً از گچ یا فایبرگلاس ساخته می‌شود تا برای اندام یا در بعضی موارد اندام‌های متعددی از بدن که دچار آسیب شده‌اند در حالتی، ثبات ایجاد کند و از آن نگه‌داری کند. گچ‌گیری یا قالب‌گیری ارتوپدی عموماً هنگام شکستگی استخوان‌ها مورد استفاده قرار می‌گیرد و تا زمانی که بهبود حاصل شود اندام را در حالت مورد نظر حفظ می‌کند. گچ‌گیری ارتوپدی از نظر کارایی عملکردی شبیه به آتل دارد. باندهای گچی مورد استفاده از یک باند پنبه ای تشکیل شده‌است که با گچ پاریس ترکیب شده‌است، که پس از مرطوب شدن سفت می‌شود. گچ پاریس گچ کلسینه شده (گچ بو داده) است که با آسیاب شدن به یک پودر ریز تبدیل می‌شود. با افزودن آب، فرم محلول تر سولفات کلسیم به حالت نسبتاً نامحلول برمی گردد و گرما تولید می‌شود.                                                                                                                                                                 {\displaystyle {\ce {(2CaSO4.H2O) +3H2O ->2(CaSO4.2H2O) + Heat}}}
فرایند روی گچ فرم داده نشده حدود ۱۰ دقیقه پس از مخلوط شدن با آب شروع می‌شود و در حدود ۴۵ دقیقه کامل می‌شود. با این حال، گچ به مدت ۷۲ ساعت کاملاً خشک نیست.
در باندهای رایج مورد استفاده اغلب از الیاف مصنوعی یا باندهای فایبرگلاس بافتنی آغشته به پلی اورتان استفاده می‌شود. باندهای ترموپلاستیک نیز بعضاً مورد استفاده قرار می‌گیرد این باندها سبک‌تر و خیلی سریعتر از باندهای گچی خشک می‌شوند. با این حال، گچ می‌تواند به راحتی قالب ریزی شود تا راحت تر و راحت تر شود. علاوه بر این، گچ بسیار نرم و صاف است و لباس را گرفتار نمی‌کند و پوست را از بین نمی‌برد.

## انواع گچ‌گیری

### اندام فوقانی
گچ اندام فوقانی بازو، مچ دست یا دست را محصور می‌کند. گچ بازوی بلند(long arm cast) بازو را از دست تا حدود ۵ سانتی‌متر زیر بغل محصور می‌کند و انگشتان و انگشتان شست را آزاد می‌گذارد. در مقابل، گچ بازوی کوتاه(short arm cast) دقیقاً در زیر آرنج متوقف می‌شود. هر دو نوع ممکن است بسته به آسیب دیدگی و تصمیم پزشک شامل یک یا چند گچ‌گیری انگشت یا انگشت شست باشند که به ناحیه گچ گرفته شده اضافه می‌شود.

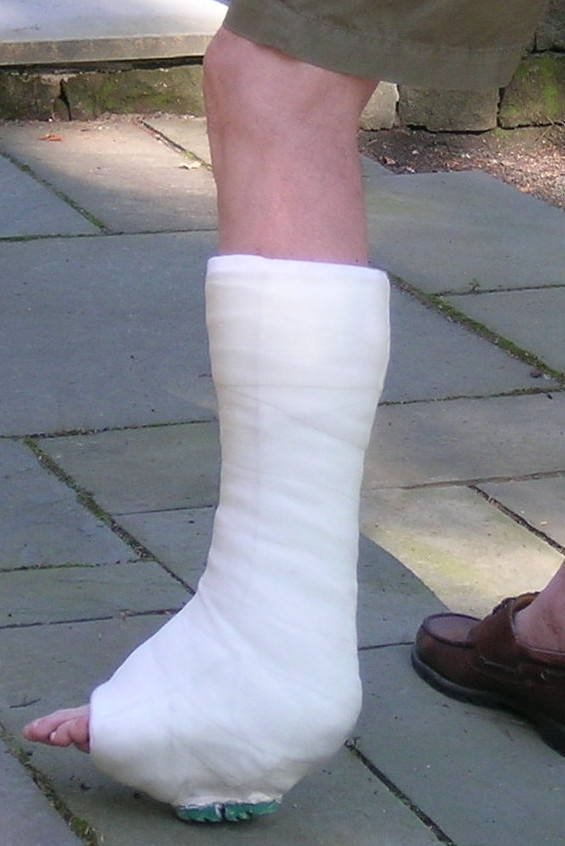
گچ‌گیری کوتاه پا با کفی در حالت پیاده‌روی

### اندام تحتانی

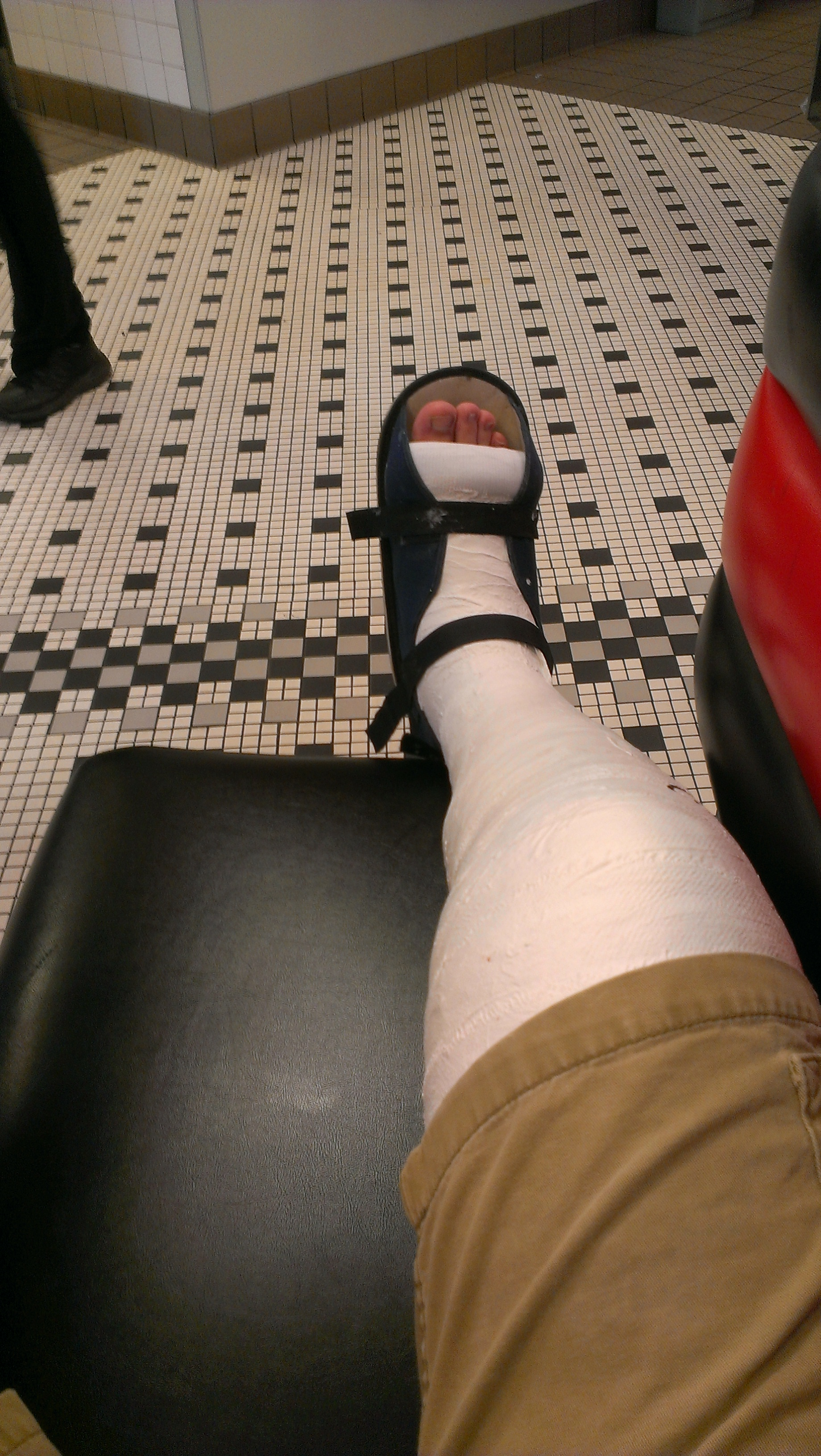
گچ‌گیری بلند ارتوپدی

گچ اندام تحتانی به‌طور مشابه طبقه‌بندی می‌شود، گچی که هر دو پا و ساق را در مفصل ران قرار می‌دهد، گچ پا بلند نامیده می‌شود، در حالی که گچی که پای بیمار، مچ پا و ساق پا را در زیر زانو قرار می‌دهد، به عنوان پای کوتاه شناخته می‌شود. قالبا از یک پاشنه راه رفتن برای جابجایی استفاده شود. این پاشنه‌ها اگر درست استفاده شوند، انگشتان پا را بالا می‌برند و این مزیت را دارد که انگشتان پا را از خاک و رطوبت خیابان دور نگه دارد. پاشنه راه رفتن یک سطح تماس کوچک بین گچ و زمین ایجاد می‌کند و در طول راه رفتن با به‌کارگیری مکانیزمی امکان چرخش و حرکت آزادانه پا را ایجاد می‌کند و گچ می‌تواند به راحتی از هر جهت چرخش داشته باشد. به همین ترتیب، یک کفش مخصوص گچ‌گیری که وزن گچ را تحمل می‌کند (پوتین مخصوص گچ‌گیری، صندل مخصوص گچ‌گیری) می‌تواند به بیمار در راه رفتن در دوران نقاهت کمک کند. علاوه بر این، یک کفش مخصوص گچ‌گیری می‌تواند با جلوگیری از تماس مستقیم گچ با سطوح زمینی که احتمالاً کثیف و مرطوب است، از پای منقبض شده بیمار نیز محافظت کند در حالی که به حفظ بهداشت بهتر نیز کمک می‌کند. در مواردی که بیمار قرار نیست روی اندام آسیب دیده راه برود، می‌توان عصا یا صندلی چرخدار تهیه کرد. گچ‌گیری قسمت کف پا که از پاشنه پا آغاز می‌شود و ممکن است تا انتهای انگشتان بیمار ادامه داشته باشد، تا در آن اندام را در آن ناحیه ثابت و بدون حرکت نگه دارد و استحکام کافی ایجاد کند. در رشته ارتوپدی پزشکی به این کفه‌ها، پلاک‌های انگشتی گفته‌می‌شود. این پلاک‌ها برای حمایت بیشتر و تثبیت استخوان‌های متاتارسال با محدود کردن حرکت از طریق درجه بالاتری از بی حرکتی، و همچنین محافظت از انگشتان پا در برابر ضربه اضافی نیروی افقی مورد استفاده قرار می‌گیرند. به‌طور معمول گچ پا بدون پلاک انگشتی برای آسیب به پا و کف پا تجویز می‌شود. همچنین، گچ‌گیری ای که برای درمان شکستگی مچ پا اعمال می‌شود، از پلاک انگشتی استفاده نمی‌کند زیرا نیازی به بی حرکتی و محدود کردن حرکت انگشتان پا نیست.

### استوانه‌ای
در برخی موارد، گچ ممکن است شامل بازو و پایین بازو و آرنج باشد، اما مچ دست و دست را آزاد بگذارید، یا بالا و پایین ساق پا و زانو، پا و مچ پا آزاد باشد. چنین گچ گیریی‌ای را می‌توان گچ‌گیری استوانه ای نامید. جایی که مچ دست یا مچ پا در آن قرار گرفته باشد، ممکن است به آن گچ بلند بازو یا پا بلند گفته شود.

### بدن
گچ‌های بدن، که تنه بدن را می‌پوشاند، و در بعضی موارد گردن تا سر یا شامل آن یا یک یا چند اندام، امروزه به ندرت مورد استفاده قرار می‌گیرند و بیشتر در موارد کودکان کوچک، که نمی‌توانند به آنها اطمینان دهند که از مهاربند استفاده می‌کنند، یا در موارد جراحی رادیکال برای ترمیم آسیب یا نقص دیگر. به گچ اندام که تنه را محصور می‌کند (با «تسمه» بر روی شانه‌ها) معمولاً ژاکت بدن گفته می‌شود. اینها اغلب بسیار ناراحت‌کننده هستند.

### EDF
برای درمان کج پشتی (اسکولیوز) ایدیوپاتیک شیرخواران و کودکان از روش EDF (elongation, derotation, flexion) استفاده می‌شود. این روش درمانی برای اصلاح توسط متخصص اسکولیوز انگلیس مین مهتا ایجاد شده‌است. اسکولیوز یک مشکل ۳ بعدی است که نیاز به اصلاح در هر سه صفحه دارد. روش گچ‌گیریEDF می‌تواند شکل ستون فقرات و لگن را از طریق کشش و خمش بهبود دهد و به حالت اصلی خود برگرداندو شکل و تراز کلی بدن را بهبود بخشد.

### گچ‌گیری مارپیچی
گچی که شامل تنه بدن و یک یا چند اندام باشد، گچ‌گیری مارپیچی است، همانند گچ‌گیری‌ای که شامل بازو و یک یا چند انگشت یا انگشت شست می‌شود. به عنوان مثال، گچ‌گیری شانه شامل بدن و یک بازو، معمولاً به مچ دست یا دست است. امروزه گچ‌گیری مارپیچی شانه ای تقریباً هرگز دیده نمی‌شوند، زیرا با استفاده از آتل و کش‌های مخصوص آزادی نسبی ایجاد می‌شود تا از سفتی مفصل پس از بهبود جلوگیری شود.
گچ‌گیری مارپیچی مفصل ران شامل بدن و یک یا چند پا است. گچ‌گیری مارپیچی مفصل ران که فقط یک پا را به مچ پا یا پا می‌پوشاند. گچ‌گیری مارپیچی ران یک و نیم ران یک پا را به مچ پا یا پا و پای دیگر را دقیقاً بالای زانو محصور می‌کند. میزان پوشاندن ران نخاع در ناحیه تنه تا حد زیادی به آسیب و جراح بستگی دارد. نخاع ممکن است فقط تا ناف گسترش یابد، امکان تحرک ستون فقرات و امکان راه رفتن با کمک عصا را فراهم می‌کند، یا ممکن است در موارد نادر به قفسه دنده یا حتی زیر بغل گسترش یابد. گچ‌گیری مارپیچی مفصل ران در بهبود شکستگی استخوان ران شایع است و همچنین برای دررفتگی مادرزادی مفصل ران استفاده می‌شود، بیشتر در حالی که کودک هنوز نوزاد است.
در برخی موارد، گچ‌گیری مارپیچی ناحیه عضله ران ممکن است فقط به سمت پایین یک یا دو پا تا بالای زانو گسترش یابد. چنین گچ‌هایی که گچ پانتالون نامیده می‌شوند، گاهی اوقات باعث کم‌تحرکی ستون فقرات کمر یا لگن می‌شوند، در این حالت قسمت تنه گچ معمولاً تا زیر بغل گسترش می‌یابد.

#### توانایی حرکت و بهداشت
تحرک به وسیله گچ گرفتن مارپیچی از ناحیه ران بسیار محدود شده‌است و راه رفتن بدون عصا یا واکر غیرممکن است زیرا مفصل ران نمی‌تواند خم شود. اگر بیمار در ناحیه گچ‌گیری مارپیچی بخواهد بدون کمک به حالت ایستاده برود و راه برود، خطر جدی سقوط وجود دارد زیرا آنها توانایی کنترل تعادل خود را ندارند. بیماران به‌طور معمول در یک تخت یا صندلی چرخدار تختخواب شده یا کالسکه کودکان قرار دارند. کودکانی که در قالب گچ بری قرار دارند، گاهی اوقات می‌توانند با اسکیت بورد یا خودشان را روی زمین حرکت کنند. بعضی از کودکان حتی با ایستادن در مقابل مبلمان راه رفتن را یادمی‌گیرند. کودکی که در گچ‌گیری مارپیچی قرار دارد باید همیشه تحت نظر باشد و هنگامی که در مرحله متحرکی از بهبودی خود قرار دارد، باید از نظر ایمنی از آن جلوگیری کرد تا از صدمه زدن مجدد یا آسیب دیدن گچ جلوگیری شود. بسیاری از گچ بری‌ها دارای میله بین پاها هستند تا به تقویت گچ و تقویت استحکام بین پاها در موقعیت‌های مناسب کمک کند. هنگام جابجایی بیمار مهم است که آنها را توسط این میله پخش کننده بلند نکنید، زیرا ممکن است شکسته شود و این باعث آسیب به بیمار می‌شود. برای تسهیل توالت یا تعویض پوشک و تمیز کردن بهداشت، یک شکاف در گچ در کشاله ران ایجاد می‌شود. از دهانه به‌طور معمول به عنوان «دهانه پرینه» یاد می‌شود. یا در هنگام استفاده از گچ یا بعد از اجرای گچ‌گیری با برش سوراخ با اره هنگام گچ‌گیری شکل می‌گیرد. این قسمت از گچ‌گیری باید تمیز و خشک بماند؛ زیرا از آن ناحیه باسن نمی‌تواند خم شود، استفاده از توالت فرنگی دشوار است، اگر غیرممکن نباشد؛ بنابراین لازم است که بیمار از پوشک، تختخواب یا کاتتر برای مدیریت دفع مواد زائد بدن استفاده کند. استحمام باید توسط حمام‌های اسفنجی انجام شود. . برای شستشوی موی کودک با شامپو می‌توان کودک را بلند کرده و روی یک پیشخوان آشپزخانه قرار داد و سرش را روی سینک آشپزخانه نگه داشت.

### انواع دیگر گچ‌گیری
گچ‌گیری Minerva و Risser قبلاً برای محافظت از ستون فقرات آسیب دیده یا به عنوان بخشی از درمان تغییر شکل ستون فقرات استفاده می‌شدند، اما امروزه به ندرت دیده می‌شوند. گچ‌گیری مینروا شامل تنه بدن (که بعضی اوقات فقط تا قفسه دنده به سمت پایین امتداد می‌یابد) و همچنین سر بیمار، با دهانه‌هایی برای صورت، گوش‌ها و معمولاً بالای سر و موهای بیمار فراهم می‌شود. گچ‌گیری Risser نیز مشابه بود و از باسن بیمار تا گردن گسترش می‌یابد و گاهی بخشی از سر را نیز شامل می‌شود.

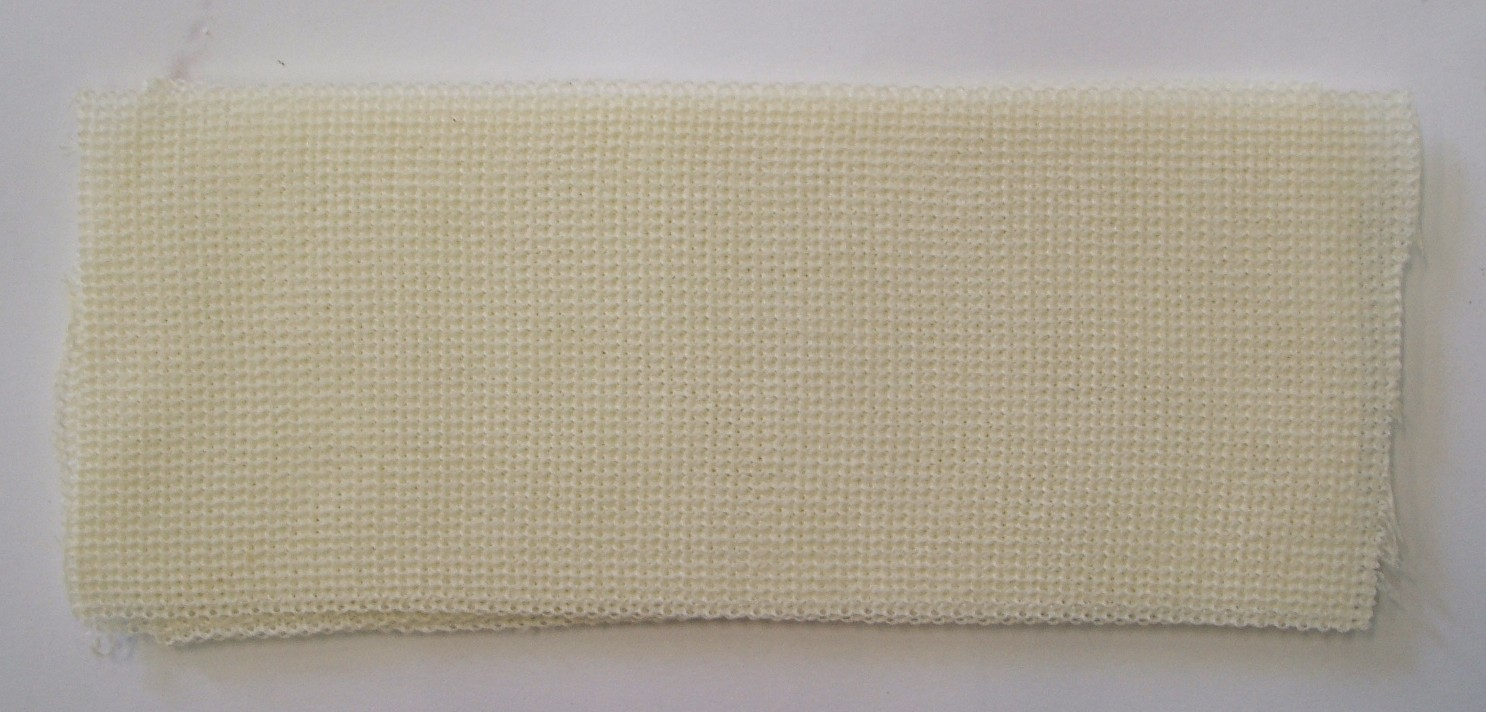
مواد گچ‌گیری فایبرگلاس و پلی اورتان

## مواد مورد استفاده
به دلیل ماهیت پانسمان ز در حین درمان اندام غیرقابل دسترسی اند و پوست زیر گچ خشک و پوسته پوسته می‌شود زیرا سلولهای بیرونی پوست دور ریخته نشده شسته یا کنده نمی‌شوند. همچنین، گچ پاریس می‌تواند منجر به عوارض پوستی از جمله زخم، عفونت ، بثورات، خارش، سوختگی و درماتیت تماسی آلرژیک شود که ممکن است به دلیل وجود فرمالدئید در داخل باندهای گچ باشد. در هوای گرم، عفونت استافیلوکوکی فولیکول‌های مو و غدد عرق می‌تواند منجر به درماتیت شدید و دردناک شود.

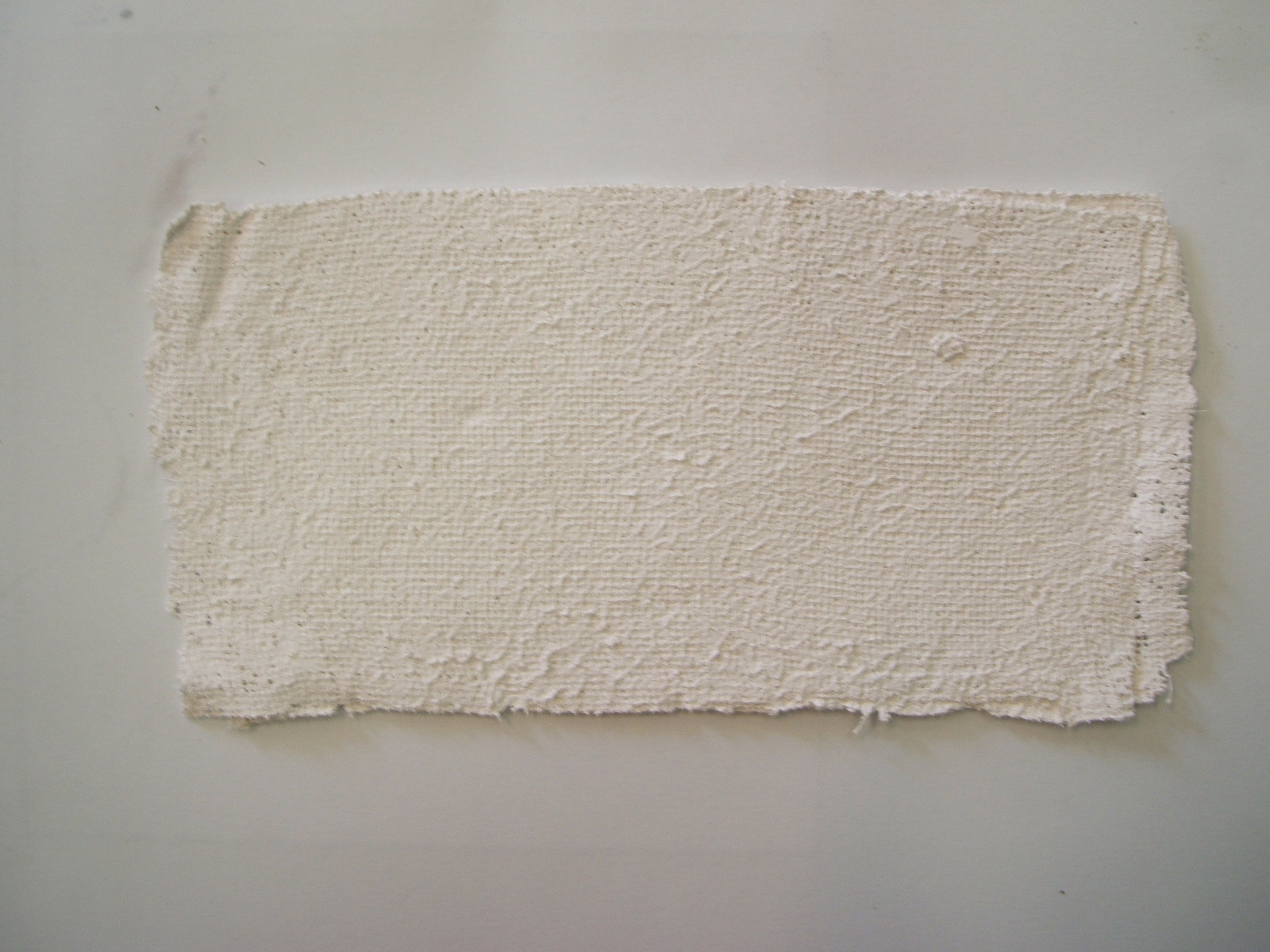
گچ‌گیری پنبه و گچ

از دیگر محدودیت‌های گچ بری‌ها می‌توان به وزن آنها اشاره کرد که می‌تواند بسیار قابل توجه باشد، بنابراین حرکت، به ویژه کودک را محدود می‌کند. برداشتن قسمت گچ‌گرفته‌شده مستلزم از بین بردن خود گچ است. این فرایند اغلب پر سر و صدا است و با استفاده از یک اره مخصوص که می‌تواند به راحتی مواد ریخته‌گری سخت را برش دهد اما در برش مواد نرم مانند روتختی ریخته‌گری یا پوست مشکل دارد، انجام می‌شود. اگرچه برداشتن غالباً بدون درد است، اما این امر می‌تواند برای بیمار به ویژه کودکان ناراحت‌کننده باشد. اره ریخته‌گری می‌تواند پوست را بریده، ساییده یا سوزاند، اما این نتایج غیر معمول است. علاوه بر این، اگر بیماران گچ پاریس را خیس کنند، خراب می‌شود.
به دلیل محدودیت‌های گچ پاریس، جراحان همچنین انواع دیگری از مواد را برای استفاده به عنوان آتل آزمایش کرده‌اند. پلاستیک اولیه مانند گوتاپارکا بود که از لاتکس درختان یافت شده در مالایا بدست می‌آمد. شبیه لاستیک بود اما حاوی رزین‌های بیشتری بود. وقتی خشک شد سخت و غیر کشسان بود، اما وقتی گرم شد نرم و قابل انعطاف شد. در سال 1851 Utterhoeven، استفاده از آتل ساخته شده از این ماده برای درمان شکستگی را توصیف کرد. در دهه ۱۹۷۰، ایجاد نوار ریخته‌گری فایبرگلاس امکان تولید گچ سبکتر و با دوام تر از گچ سنتی و همچنین مقاوم در برابر آب را فراهم کرد (اگرچه باندهای زیر آن نبودند) که به بیمار کمک می‌کند تا فعالیت بیشتری داشته باشد.
در دهه ۱۹۹۰، معرفی پوشش جدید گچ به این معنی بود که گچ‌های فایبرگلاس با این آستر کاملاً ضدآب هستند و به بیماران اجازه می‌دهند هنگام پوشیدن گچ، استحمام کنند، دوش بگیرند و شنا کنند. با این وجود آسترهای گچ‌گیری ضدآب تقریباً ۲ تا ۳ دقیقه بیشتر به زمان خشک شدن گچ اضافه می‌کند و هزینه گچ را افزایش می‌دهد. با این حال، زمان خشک شدن می‌تواند به اندازه کافی ناخوشایند باشد که به جای آن‌ها از محافظ رطوبت گچ و باند استفاده شود. این استفاده از این روکش‌های ضدآب می‌توان حمام کرد و دوش گرفت. پوشش گچ ضدآب محکم در اطراف گچ می‌ماند و مانع از رسیدن آب به آن می‌شود در حالی که بیمار در تماس با آب است. روکش را می‌توان به راحتی جدا کرد تا خشک شود و اغلب می‌توان دوباره از آن استفاده کرد.

### آستر گچ‌گیری
آسترهای گچ‌گیری اغلب نخی هستند. اگرچه مواد پوشش ضدآب نیز موجود است.

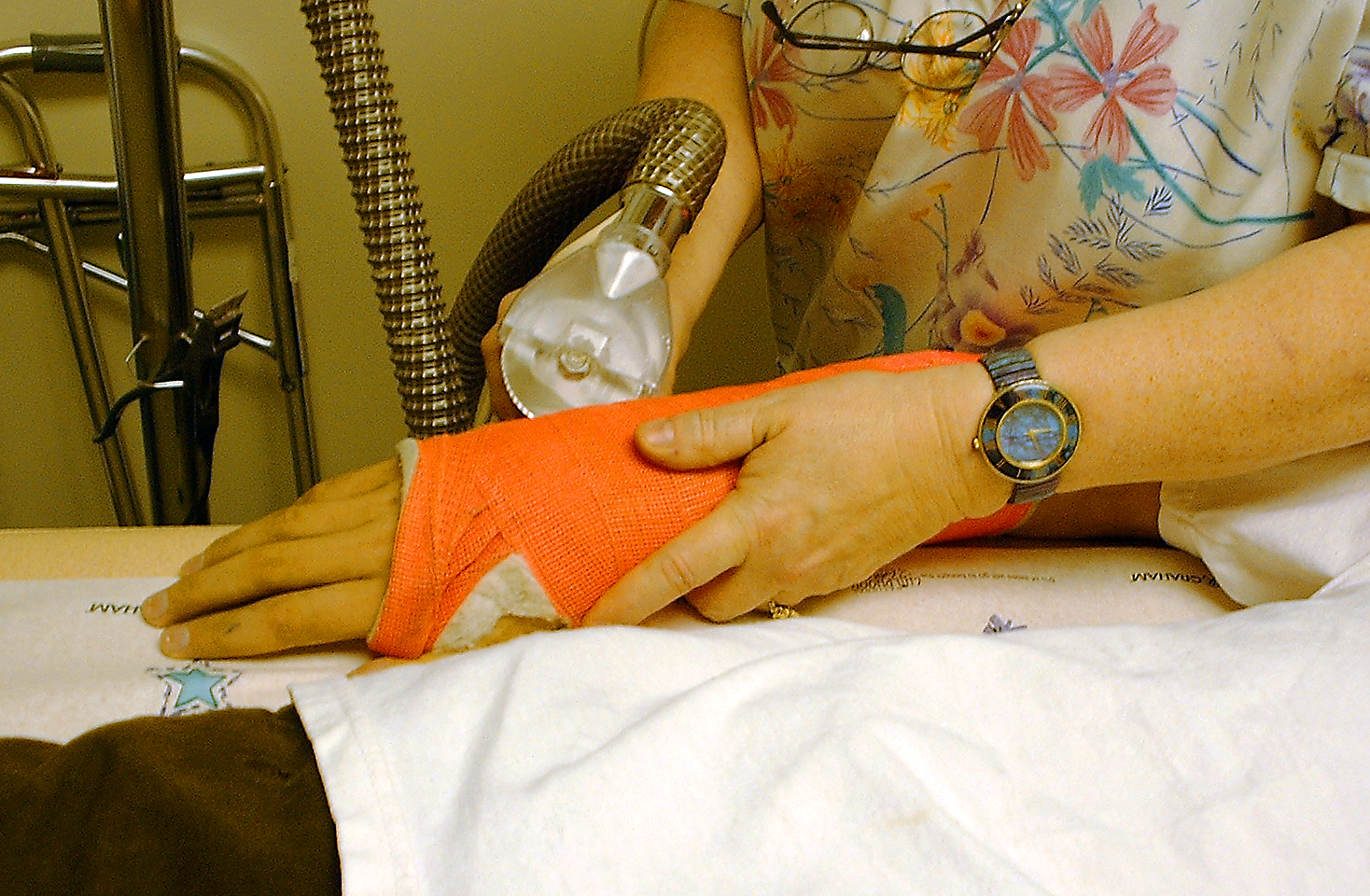
گچ بازوی کوتاه با لایه بالایی فایبرگلاس که با اره مخصوص گچ برش داده می‌شود و برداشته می‌شود.

## جداسازی
گچ‌ها به‌طور معمول با سوراخکاری با استفاده از اره گچ بری، مواد سخت موجود مانند گچ یا فایبرگلاس را برش می‌دهند در حالی که به بافت نرم آسیب نمی‌رسانند. قیچی‌های دستی که در سال ۱۹۵۰ توسط نیل مک کی ثبت شده‌است، ممکن است در کودکان یا سایر بیمارانی که ممکن است تحت تأثیر صدای اره قرار بگیرند استفاده شود.

## تاریخچه

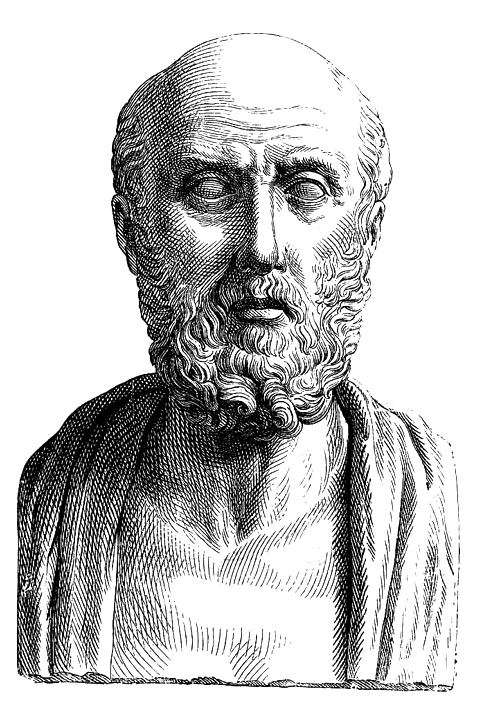
بقراط در حکاکی‌ای مربوط به قرن نوزدهم

اولین روش نگهداری از استفاده از آتل است که در این حالت نوارهای سفت و سختی است که به موازات یکدیگر در کنار استخوان قرار گرفته‌اند. مصریان باستان از آتل‌های چوبی ساخته شده از پوست که با پارچه پیچیده شده استفاده می‌کردند. آنها همچنین از باند سفت برای استحکام بیشتر استفاده کردند که احتمالاً از روش‌های مومیایی کردن گرفته شده‌است. هندوهای باستان شکستگی‌ها را با آتل بامبو درمان می‌کردند، و نوشته‌های بقراط در مورد مدیریت شکستگی‌ها با جزئیات بحث می‌کند، آتل‌های چوبی به علاوه ورزش را برای جلوگیری از آتروفی عضلات در حین بی حرکتی توصیه می‌کند. یونانیان باستان همچنین از موم و رزین برای ایجاد باند سفت استفاده می‌کردند و سلسوس در سال ۳۰ میلادی، نحوه استفاده از آتل و باند سفت شده با نشاسته را توصیف می‌کند. پزشکان عرب از آهک حاصل از پوسته دریا و سفیده تخم مرغ برای سفت کردن باند استفاده کردند. مدرسه ایتالیایی سالرنو در قرن دوازدهم از باندهایی که با مخلوط آرد و تخم مرغ سخت شده بودند استفاده می‌کرد، همان‌طور که استخوان سازان اروپایی قرون وسطی، که از گچ ساخته شده از سفید تخم مرغ، آرد و چربی حیوانات استفاده می‌کردند. در قرن شانزدهم، جراح مشهور فرانسوی، آمبروز پاره (۱۵۹۰–۱۵۱۷)، که استفاده از اندام مصنوعی را ترویج می‌داد، از موم، مقوا، پارچه و پوست کاغذهایی ساخت که با خشک شدن سفت می‌شدند.
همه این روش‌ها شایسته بودند، اما روش استاندارد برای بهبود شکستگی‌ها استراحت در بستر و محدودیت فعالیت بود. جستجوی روش ساده‌تر و کم مصرف منجر به ایجاد اولین پانسمان‌های انسدادی مدرن شد که در ابتدا با نشاسته و بعداً با گچ پاریس سفت شد. درمان سرپایی شکستگی نتیجه مستقیم این نوآوری‌ها بود. نوآوری گچ گیریم درن را می‌توان در میان چهار جراح نظامی، دومینیک ژان لاری، لوئیز سوتین ، آنتونیوس ماتیجسن و نیکولای پیروگوف جستجو کرد. [۱۰]
دومینیک ژان لاری (۱۷۶۸–۱۸۴۲) در یک شهر کوچک در جنوب فرانسه متولد شد. او ابتدا نزد عموی خود، جراح در تولوز تحصیل پزشکی کرد. پس از یک دوره کوتاه انجام وظیفه به عنوان جراح نیروی دریایی، به پاریس بازگشت و در آنجا با حضور در طوفان باستیل، گرفتار آشفتگی انقلاب شد. از آن به بعد، وی به عنوان یک جراح در ارتش انقلابی و ناپلئونی فرانسه فعالیت کرد، که در سراسر اروپا و خاورمیانه همراه بود. در نتیجه، لری تجربه گسترده‌ای از پزشکی نظامی و جراحی را به دست آورد. یکی از بیماران وی پس از نبرد بورودینو در سال ۱۸۱۲ یک افسر پیاده بود که بازوی او از ناحیه شانه قطع شد. هنگامی که پانسمان هنگام ورود وی به خانه در فرانسه برداشته شد، زخم بهبود یافته بود. لری به این نتیجه رسید که این واقعیت که زخم مزاحم نبوده و باعث بهبودی شده‌است. پس از جنگ، لری شروع به سفت شدن باند با استفاده از الکل کافوره، استات سرب و سفیده تخم زده شده در آب کرد.
یک روش بهبود یافته توسط لوئیز سوتین، (۱۸۶۵–۱۷۹۳) از بروکسل معرفی شد. در سال ۱۸۱۵ سوتین در جنگ با ناپلئون در ارتش‌های متحد خدمت کرده بود و در میدان واترلو بود. در زمان توسعه باند او جراح ارشد در ارتش بلژیک بود. «باند آمیدون» سوتین متشکل از آتلهای مقوایی و بانداژهایی بود که در محلول نشاسته آغشته شده و به صورت خیس استفاده می‌شود. خشک شدن این پانسمان‌ها بسته به دما و رطوبت محیط به ۲ تا ۳ روز زمان نیاز دارد. جایگزینی دکسترین به جای نشاسته، که به پیشنهاد ولپو، مردی که در آغاز قرن نوزدهم به عنوان جراح برجسته فرانسوی شناخته می‌شد، زمان خشک شدن را به ۶ ساعت کاهش داد. اگرچه این پیشرفت بزرگی بود، اما خصوصاً در محیط سخت میدان جنگ مدتها طولانی بود.
توصیف خوبی از روش Seutin توسط Sampson Gamgee ارائه شد که وی آن را در زمستان سالهای ۱۸۵۱–۱۹۵۱ از سوتین در فرانسه آموخت و به دنبال استفاده از آن در انگلیس بود. اندام در ابتدا به خصوص بر روی هر برجستگی استخوانی در پشم پیچیده می‌شد. سپس تخته خمیر را به شکل آتل درآوردند و مرطوب کردند تا بتوانند به اندام قالب بزنند. سپس اندام را قبل از استفاده از پوشش نشاسته به سطح خارجی، در باند پیچیدند. روش سوتین برای استفاده از دستگاه نشاسته، اساس تکنیکی است که امروزه با گچ پانسمان پاریس استفاده می‌شود. استفاده از این روش منجر به بسیج زودهنگام بیماران دارای شکستگی و کاهش قابل توجه زمان در بیمارستان می‌شود.

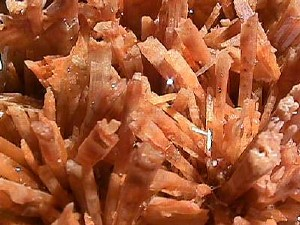
گچ از نیو ساوت ولز، استرالیا

### گچ‌گیری به شیوهٔ امروزی

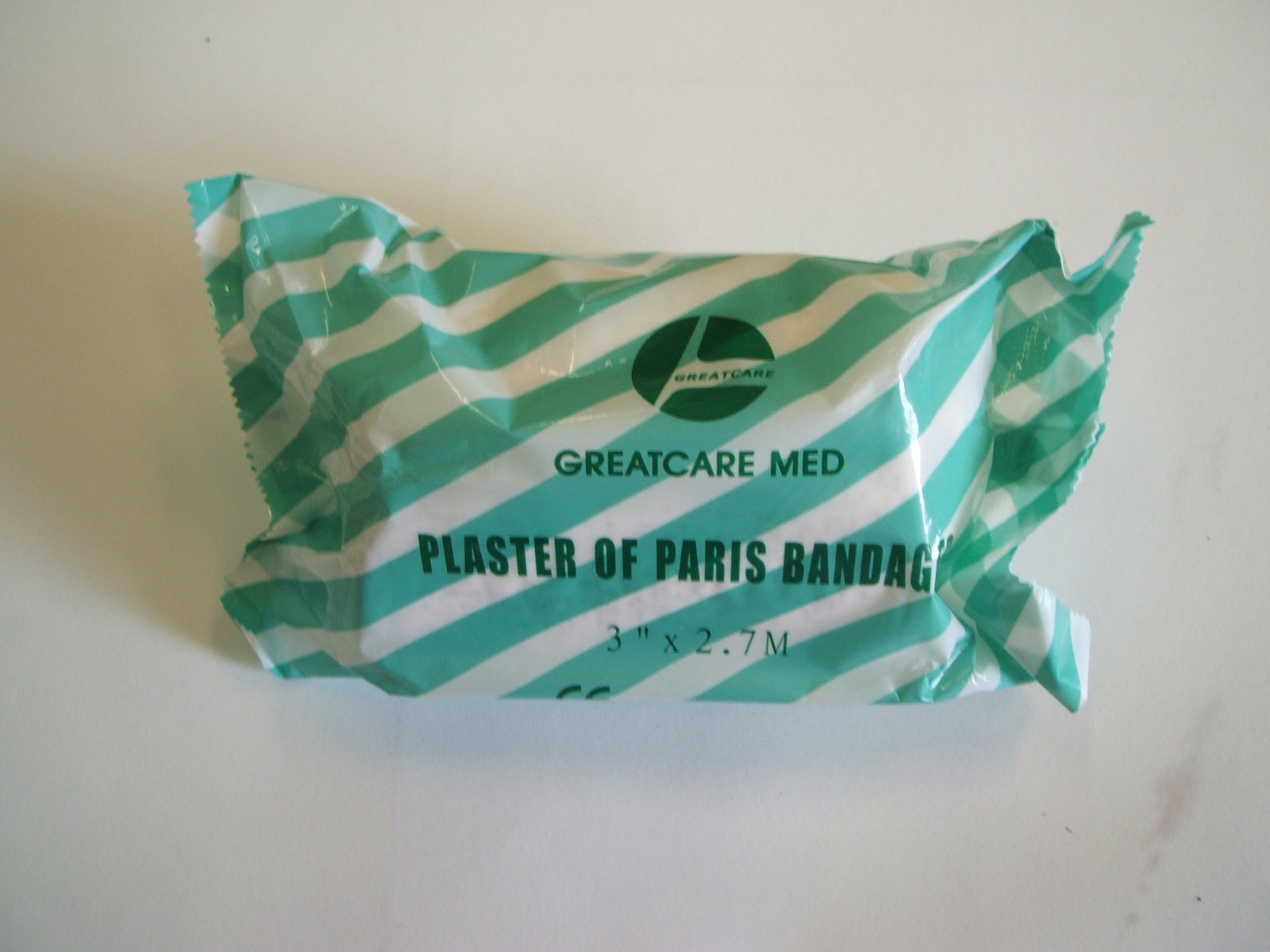
باند آغشته به گچ

اگرچه این باندها پیشرفتی نسبت به روش لری داشتند، اما بسیار ایده‌آل نبودند. آنها به مدت طولانی برای استفاده و خشک شدن نیاز داشتند و اغلب انقباض و اعوجاج وجود داشت. در حدود سال ۱۸۰۰ میلادی توسط یک دیپلمات انگلیسی، کنسول ویلیام اتون، روش درمان شکستگی‌ها را که در ترکیه مشاهده کرده بود را توصیف کرد. او نشان داد که گچ پاریس در اطراف پای بیمار ریخته شده و باعث بی حرکتی می‌شود. اگر به دلیل آتروفی یا کاهش تورم، گچ شل شد، گچ اضافه می‌شود تا فضا پر شود. تطبیق استفاده از گچ پاریس برای استفاده در بیمارستان‌ها، مدتی طول کشید. در سال ۱۸۲۸، پزشکان در برلین با ترازبندی استخوانها در یک جعبه باریک، که آنها را با ماسه مرطوب پر می‌کردند، شکستگی پا را درمان می‌کردند. جایگزینی گچ پاریس برای شن و ماسه مرحله منطقی بعدی بود. با این وجود به علت سنگین و دست و پاگیر قرار گرفتن گچ، چنین گچ‌بری‌هایی موفقیت‌آمیز نبودند.
باند گچ پاریس توسط اشکال مختلف توسط ۲ جراح ارتش، یکی در خانه در زمان صلح و دیگری در خدمت فعال در جبهه معرفی شد. آنتونیوس ماتیجسن (۱۸۰۵–۱۸۷۸) در بودل هلند متولد شد، جایی که پدرش پزشک دهکده بود. وی در بروکسل، ماستریخت و اوترخت تحصیل کرد و در سال ۱۸۳۷ درجه دکترای پزشکی را در گیسن دریافت کرد. وی تمام دوران حرفه خود را به عنوان افسر پزشکی در ارتش هلند گذراند. در حالی که او در سال ۱۸۵۱ در هارلم مستقر بود، روشی را برای استفاده از گچ باند پاریس ایجاد کرد. یادداشت مختصری دربارهٔ روش وی در تاریخ ۳۰ ژانویه ۱۸۵۲ منتشر شد. به زودی حسابهای کامل تری دنبال شد. در این گزارش‌ها ماتیجسن تأکید کرد که فقط به مواد ساده نیاز است و می‌توان باند را سریعاً بدون کمک استفاده کرد. بانداژها به سرعت سفت می‌شوند، کاملاً متناسب می‌شوند و می‌توانند به راحتی منشعب یا دوسر شوند. ماتیجسن از مواد درشت بافتی، معمولاً پارچه ای، که گچ خشک پاریس را کاملاً در آن مالیده بود استفاده می‌کرد. سپس باندها را با استفاده از اسفنج یا برس مرطوب مرطوب کرده و با دست می‌مالیدند تا سفت شوند.
پانسمان‌های گچ پاریس برای اولین بار در معالجه تلفات جمعی در دهه ۱۸۵۰ در طول جنگ کریمه توسط نیکولای ایوانوویچ پیروگوف (۱۸۱۰–۱۸۸۱) استفاده شد. پیروگوف در مسکو متولد شد و تحصیلات اولیه را در آنجا گذراند. پس از اخذ مدرک پزشکی در دورپات قبل از بازگشت به عنوان استاد جراحی در دورپات در برلین و گوتینگن تحصیل کرد. در سال ۱۸۴۰، وی استاد جراحی در آکادمی پزشکی نظامی در سن پترزبورگ شد. پیروگوف استفاده از بیهوشی اتر را به روسیه وارد کرد و سهم مهمی در مطالعه آناتومی مقطعی انسان داشت. او با کمک حامی بزرگ خود، دوشس بزرگ، هلن پاولوونا، پرستارهای زن را در همان زمان که فلورانس نایتینگیل یک برنامه مشابه را در بیمارستان‌های نظامی انگلیس آغاز می‌کرد، وارد بیمارستان‌های نظامی کرد.
سوتین با نشان دادن "بانداژ نشاسته شده" خود از طریق روسیه سفر کرده بود و تکنیک وی توسط ارتش و نیروی دریایی روسیه تا سال ۱۸۳۷ به کار گرفته شد. گچ مایع پاریس برای ساخت مدل و مجسمه استفاده شد (این روش، "modroc" نامیده می‌شود، هنوز هم محبوب است). پیروگوف در ادامه روش‌های خود را توسعه داد، اگرچه از کارهای ماتیجسن مطلع بود. روش پیروگوف شامل خیساندن پارچه درشت در گچ مخلوط پاریس بلافاصله قبل از انداختن روی اندام‌ها بود که از طریق جوراب یا پنبه محافظت می‌شد. پانسمان‌های بزرگ با تکه‌های چوب تقویت می‌شدند.
هرچه زمان می‌گذشت و روش بیشتر به جریان اصلی منتقل می‌شد، اختلاف نظرهایی در رابطه با مشکلات مربوط به قطع هوا با تماس با پوست بوجود آمد و همچنین برخی پیشرفت‌ها نیز صورت گرفت. سرانجام روش پیروگوف جای خود را به روش ماتیجسن داد. از جمله بهبودهایی که در اوایل سال ۱۸۶۰ پیشنهاد شد، ایجاد مقاومت گچ پانسمان در برابر آب با رنگ آمیزی گچ خشک شده پاریس با مخلوطی از صدف حل شده در الکل بود. اولین باندهای تجاری تا سال ۱۹۳۱ در آلمان تولید نشدند و Cellona نامیده می‌شدند. قبل از آن باندها در بیمارستان با دست ساخته می‌شدند.
با استفاده از گچ بری، گچ تقریباً ۰٫۵٪ منبسط می‌شود. هرچه آب کمتری مصرف شود، انبساط خطی بیشتری اتفاق می‌افتد. سولفات پتاسیم می‌تواند به عنوان شتاب‌دهنده و بورات سدیم به عنوان کند کننده برای کنترل زمان تنظیم استفاده شود.